# Kontakttemperatur
Die Kontakttemperatur {\displaystyle T_{K}} ist die Temperatur an der Stelle, an der sich zwei Körper mit unterschiedlicher Temperatur berühren.
- Bei Körpern aus gleichem Material ist es der Mittelwert der beiden Temperaturen.
- Bestehen die beiden Körper A und B aus unterschiedlichen Materialien, so ist die Kontakttemperatur durch die Wärmeeindringkoeffizienten {\displaystyle b} bestimmt:

{\displaystyle T_{K}={\frac {T_{A}\cdot b_{A}+T_{B}\cdot b_{B}}{b_{A}+b_{B}}}}
mit
- {\displaystyle T_{K}} = Kontakttemperatur (in Kelvin oder °C)
- {\displaystyle T_{A}} = Temperatur von Körper A (in Kelvin oder °C)
- {\displaystyle T_{B}} = Temperatur von Körper B (in Kelvin oder °C).